# Klimatische Trockengrenze
Als klimatische Trockengrenze wird eine gedachte Grenze bezüglich des Verhältnisses zwischen regelmäßiger Niederschlags- und Verdunstungsrate bei gleicher Zeitdauer bezeichnet, die Gebiete mit Überschüssen an Feuchtigkeit von solchen mit Defiziten trennt. An der Trockengrenze ist im jährlichen Durchschnitt beides gleich hoch, die Wasserbilanz ist ausgeglichen.

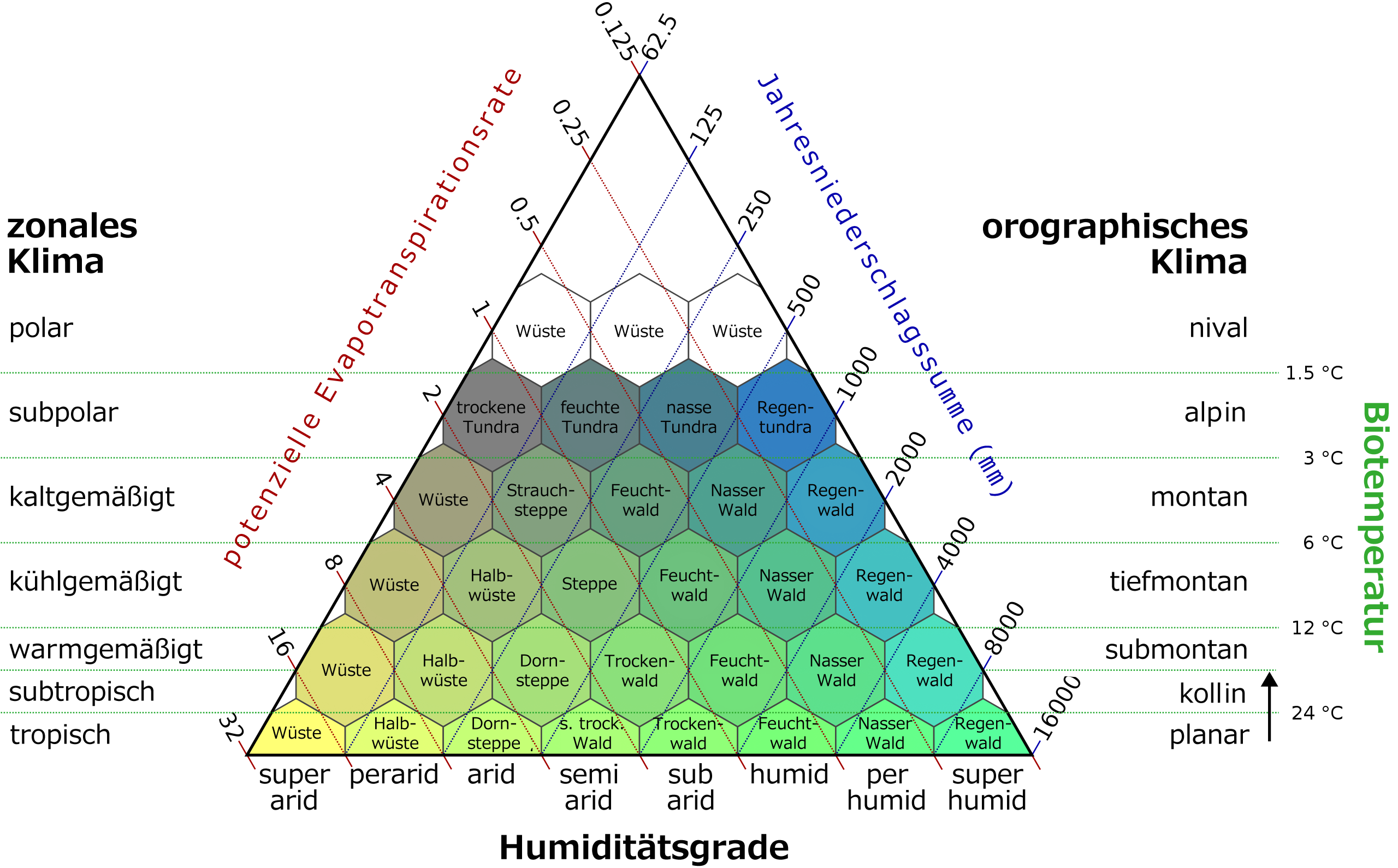
Niederschlag–Temperatur–Vegetation

Die Berechnung der Trockengrenze erfordert komplizierte Verfahren (siehe Ariditätsindex). Eine häufig verwendete Methode stammt von Albrecht Penck (1910). Wladimir Köppen verwendete für seine Klimaklassifikation eine einfache Formel, mit der er Steppen- und Wüstenklimate von anderen Klimaten abgrenzte (siehe Trockengrenze nach Köppen). (Da dies nur eine grobe Annäherung ist, kann damit nicht sicher vorhergesagt werden, welche Bedingungen man an einem Ort tatsächlich vorfindet).

## Klimageographie
Durch den Wandel der Jahreszeiten und damit verbundene feuchtere und trockenere Perioden verlagern sich die klimazonalen Trockengrenzen der Erde stetig im gleichen Wechsel (vorwiegend in nord-südlicher Richtung). Gebiete, die im Wesentlichen nie von der Trockengrenze berührt werden, haben entweder vollhumides (feuchtes) oder vollarides (trockenes) Klima. Gebiete im „Schwankungsbereich“ der Trockengrenze haben je nach Dauer der feuchteren oder trockeneren Periode semihumides (halbfeuchtes) oder semiarides (halbtrockenes) Klima. Solche Verhältnisse finden sich in allen Klimazonen; Richtung Äquator in immer größerer Ausdehnung.
Eine extrazonale Ausprägung der Trockengrenze findet sich insbesondere über Hochgebirgen in der Westwinddrift, zum Beispiel in Nordamerika bei ca. 100° westlicher Länge (z. B. Denver, 105° w. L.). An der Trockengrenze beträgt das Niederschlagslimit pro Jahr ungefähr 500 mm. Auf der östlichen Seite der Trockengrenze kann man einen hohen, gleichmäßigen Niederschlag von über 500 mm/Jahr vorfinden. Dies ist auf den Einfluss des Golf von Mexiko sowie auf den Atlantik zurückzuführen. Die Humidität nimmt von den Great Plains im Inneren zur Ostküste hin zu. Die westlich der sog. Trockengrenze gelegenen Landesteile weisen einen niedrigen, punktuellen Niederschlag unter 500 mm/Jahr auf. 

Dies basiert auf dem Staueffekt der Küstenkordilleren an der Westküste, die im Luv der Gebirgskette Rocky Mountains liegt (Los Angeles, San Francisco). Der Staueffekt bewirkt, dass die Küstenregion reichlich Steigungsregen empfängt, die im Lee des pazifischen Gebirgssystems gelegenen intramontanen Becken jedoch außerordentlich niederschlagsarm sind und daher den Charakter von Wüsten bzw. Halbwüsten besitzen.
Diese Grenze ist für die US-amerikanische Landwirtschaft von besonderer Bedeutung, da sie auch die Grenze des sogenannten Regenfeldbaus darstellt.
Örtlich noch ausgeprägter ist die extrazonale Trockengrenze an der Südwestküste von Südamerika, wo direkt hinter der Küsten-Kordillere die weltweit trockenste Wüste – die Atacama – entstanden ist.
Weil die Trockengrenze von Niederschlag und Verdunstung abhängt, ist sie immer auch von der Höhe der Temperatur abhängig. Hinzu kommen andere begrenzende Faktoren, wie die azonalen Bodeneigenschaften und ökologische Faktoren.
Wenn die Durchschnittstemperaturen durch den menschengemachten Klimawandel  ansteigen, werden sich auch die zonalen und extrazonalen Trockengrenzen verschieben.